# Zenobia
Zenobia Settimia o Iulia Aurelia Zenobia, il cui nome non latinizzato era in aramaico palmireno Bat-Zabbai (𐡡𐡶𐡦𐡡𐡩‎?), in greco Zēnobía (Ζηνοβία?) e in arabo az-Zabba (الزباء‎?), (Palmira, 240 – Tivoli, 275) fu dal 267 al 272 la prima ed unica Regina di Palmira.
Fu la seconda consorte del «dux Romanorum» e «corrector totius Orientis» Settimio Odenato, signore della città di Palmira e generale romano. Zenobia istigò il nipote Meonio (che in seguito fece giustiziare) ad assassinare Odenato e il suo figliastro Settimio Erodiano (Hairan), assumendo essa stessa il governo di Palmira. Trasformò il suo Stato in una monarchia indipendente dall'Impero romano, il Regno di Palmira, e si autoproclamò Augusta, attribuendosi il titolo divino Discendente di Cleopatra e nominando il proprio figlio Vaballato Augusto.

## Biografia
(Dall'Historia Augusta, Zenobia, prigioniera, parla al suo vincitore Aureliano)
Zenobia attuò una politica ostile all'Impero romano e favorevole ai Persiani di Sapore I, lanciando il suo esercito, guidato dal capace generale Zabdas, alla conquista dei territori soggetti ai Romani; accrebbe i propri domini con l'occupazione dell'Egitto, della Bitinia, della Siria e di una parte di Asia Minore ed Arabia; tutte queste conquiste e il fatto che essa stessa, a cavallo, conducesse gli eserciti in battaglia, le valsero il titolo di «Regina guerriera».
Fu sconfitta infine dall'imperatore Aureliano durante le sue campagne orientali, che si conclusero con la cattura della regina e la conquista della capitale Palmira, al termine di un lungo assedio.

### Famiglia, discendenza e infanzia

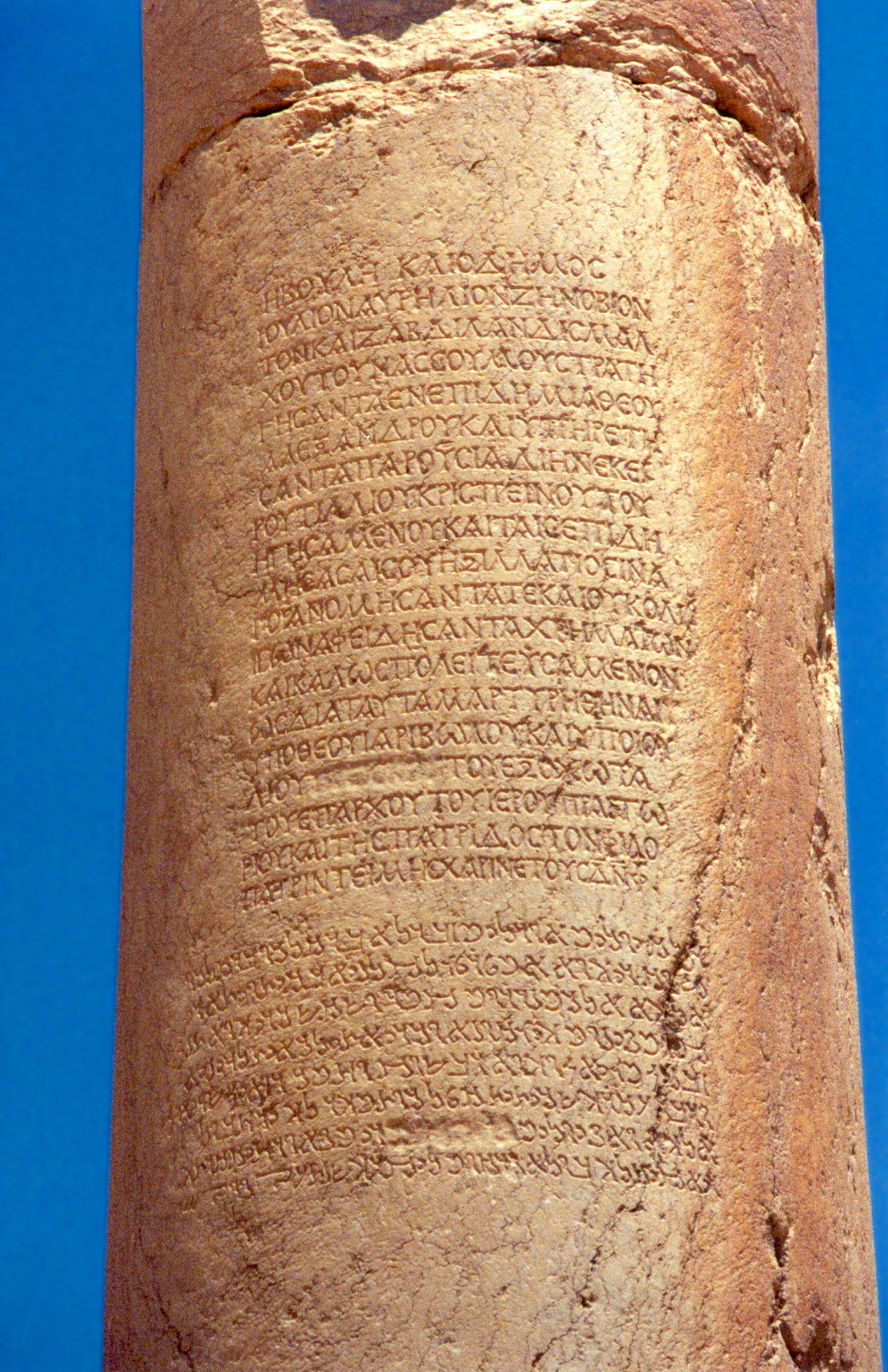
Iscrizione di Giulio Aurelio Zenobio a Palmira.

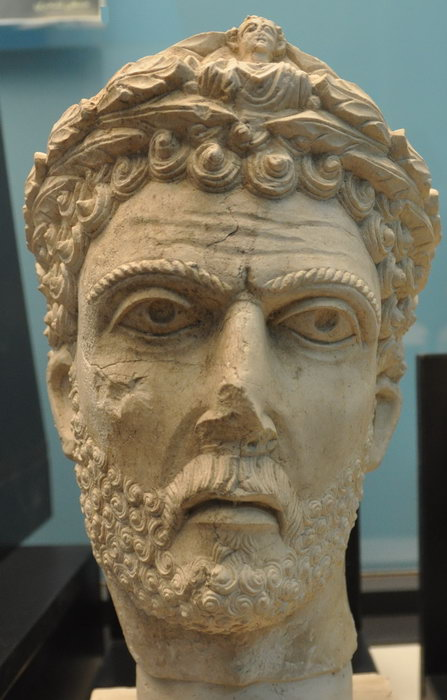
Il consorte Settimio Odenato

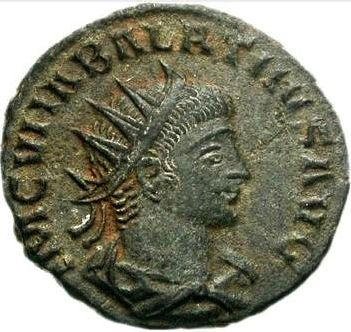
Il figlio Vaballato, come Augusto

Zenobia era nata e cresciuta a Palmira, in Siria.
Il suo nome romano era Iulia Aurelia Zenobia, anche se gli scrittori latini e greci la citano semplicemente come Zenobia, (in greco: ἡ Ζηνοβία) o come Settimia Zenobia – nome che acquisì mediante matrimonio con Settimio Odenato. Gli scrittori in lingua araba si riferiscono a lei come "al-Zabba'" (الزباء); la forma aramaica del suo nome, Bath-Zabbai (בת זבי), fu quella usata per firmare i documenti ufficiali.
Apparteneva ad una famiglia di discendenza aramaica-seleucide; essa stessa affermò che la sua stirpe dalla linea seleucide e quindi ellenistica, discendeva da Cleopatra VII d'Egitto e, quindi, dai Tolomei.
Atanasio di Alessandria la denunciò come «una seguace ebrea di Paolo di Samosata»; il che spiegherebbe il suo particolare rapporto con i rabbini.
Più tardi fonti arabe fornirono indicazioni della sua origine araba, sostenendo che il suo nome originale fosse Zaynab. Al-Tabari, per esempio, scrive che apparteneva alla stessa tribù, proprio come il suo futuro marito, degli 'Amlaqi, che era una delle quattro tribù originarie, stanziate a Palmira. Secondo lui, il padre di Zenobia, 'Amr ibn al-Ẓarib, era lo sceicco dell'Amlaqi. Dopo una lotta contro dei membri del rivale Tanukh, fu ucciso e Zenobia divenne il nuovo capo della 'Amlaqis, conducendoli nel loro stile di vita nomade per i pascoli estivi e invernali.
Il nome romano di suo padre era "Iulius Aurelius Zanobi" (italianizzato in Giulio Aurelio Zenobio), con il gentilicium "Aurelio", dimostrando che i suoi antenati paterni ricevettero la cittadinanza romana sotto Antonino Pio (al governo: 138-161) o Marco Aurelio (al governo: 161-180) o Commodo (al governo: 180- 192).
Zanobi è stato governatore di Palmira nel 229. In greco il nome di suo padre era Antioco, secondo le iscrizioni trovate a Palmira. Tuttavia, secondo la Historia Augusta (Aurel. 31.2), il suo nome era Achille e il suo usurpatore fu un tale chiamato Antioco (Zosimo. 1.60.2).
Zenobia affermò di discendere da Semiramide, da Didone, regina di Cartagine e dalla regina tolemaica Cleopatra VII d'Egitto.
Se non vi è alcuna prova concreta di questo, si sa per certo però che ella possedeva alcune conoscenze della lingua egizia, mostrò una predisposizione verso la cultura egiziana e, tutto questo, potrebbe esserle stato trasmesso da parte della madre, di probabili origini egiziane. Secondo la Storia augustea, una dichiarazione imperiale da lei emanata nel 269, rivolta ai cittadini di Alessandria d'Egitto, che era appena stata occupata dalle truppe palmirene, definisce la città come "la mia città ancestrale". Inoltre nelle "Storie di Alessandria" di Callinico, il sofista dedicò un ciclo di dieci libri alla città egizia e a una "Cleopatra", che non può che essere Zenobia. Callinico fu consigliere presso la corte di Zenobia a Palmira.
Fonti classiche e arabe descrivono Zenobia come bella e intelligente, con una carnagione scura, i denti bianchi perlati e luminosi occhi neri. Si diceva che fosse ancora più bella di Cleopatra, ma che differisse dalla regina egizia per la sua reputazione di estrema castità. Fonti descrivono anche che Zenobia si comportasse come un uomo, amando l'equitazione, la caccia e bevendo di tanto in tanto con i suoi ufficiali e specialmente con il suo generale favorito, il capace Zabdas. Effettivamente il bassorilievo rinvenuto a Palmira e conservato nel Museo Nazionale di Damasco mostra una donna attraente e raffinata ed è uno dei rarissimi ritratti della sovrana.
Ben istruita, parlava fluentemente greco, aramaico ed egiziano, con una conoscenza del latino che si suppone acquisì per aver ospitato salotti letterari e soprattutto perché ella amava circondarsi di filosofi e poeti, il più famoso dei quali è Cassio Longino, che divenne suo primo consigliere.
Conosceva la storia egiziana e di Alessandria tanto bene che ne scrisse un compendio.

### Ascesa al potere

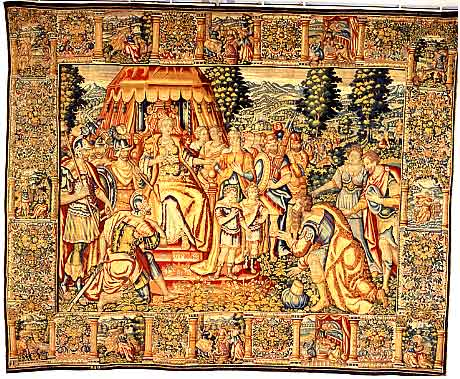
Zenobia condanna a morte Meonio, assassino di suo marito Odenato, arazzo della fine del XVI secolo, manifattura di Bruxelles

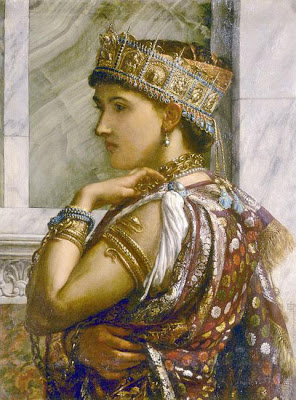
Romantico ritratto di fantasia della regina prigioniera, di sir Edward Poynter (1878)

Zenobia era diventata la seconda moglie di Settimio Odenato, il Re dei Re di Palmira, nel 258. Aveva un figliastro, Hairan (Settimio Erodiano), un figlio dal primo matrimonio di Odenato. Su un arco delle rovine del Palazzo reale c'è una scritta, "il console illustre nostro signore", dedicato a Odenato da Zenobia.
Intorno al 266 Zenobia e Odenato ebbero un figlio, il secondo erede del sovrano: Lucio Julius Aurelius Settimio Vaballathus Atenodoro. Vaballathus (latino dall'aramaico והב אלת / Wahballat, "Dono della Dea") ereditò il nome del nonno paterno Odenato.
Alla fine del 267 o forse all'inizio del 268 suo marito Settimio Odenato, a cui l'imperatore Gallieno aveva concesso il titolo di re dei re, fu assassinato ad Emesa assieme al figlio Hairan (o Erode o Erodiano) e ad un suo fedele collaboratore, il governatore militare di Palmira, Settimio Vorode. Furono assassinati da Maconio, cugino o nipote (a seconda delle fonti) di Odenato, su mandato della stessa Zenobia, che aspirava a governare su Palmira assieme al figlio legittimo, che però era secondogenito di Odenato e quindi sarebbe stato escluso dalla successione.

### Sconfitta dell'imperatore romano Gallieno

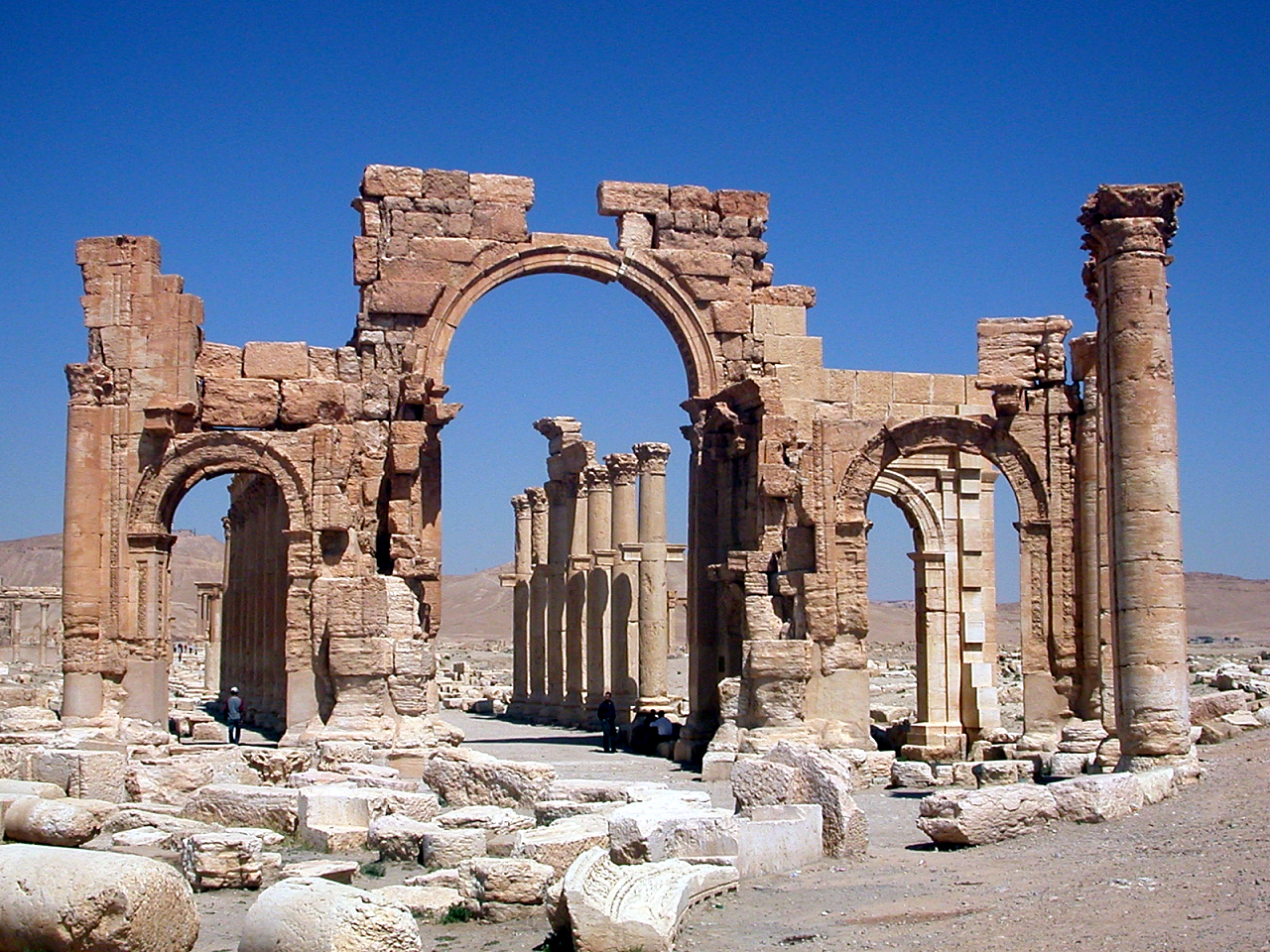
Resti di una delle porte fortificate delle mura di Palmira.

Poco dopo la morte del re dei re, sua moglie Zenobia prese il potere, in nome del figlio minorenne Vaballato, che però aveva solo un anno di età, con il sogno e l'ambizione non solo di mantenersi autonoma da Roma, ma di creare un impero d'Oriente da affiancare all'impero di Roma, mentre prima Gallieno e poi Claudio il Gotico erano impegnati nelle guerre di confine contro i Goti.
Nominò allora comandante supremo di tutte le truppe palmirene l'abile e fedele generale Settimio Zabdas. Egli era un formidabile generale; nel guidare il suo esercito, mostrò notevole prodezza: era un "cavallo-cavaliere" in più occasioni pare che avrebbe camminato tre o quattro miglia assieme ai suoi fanti, pur avendo a disposizione cavalli o carri.

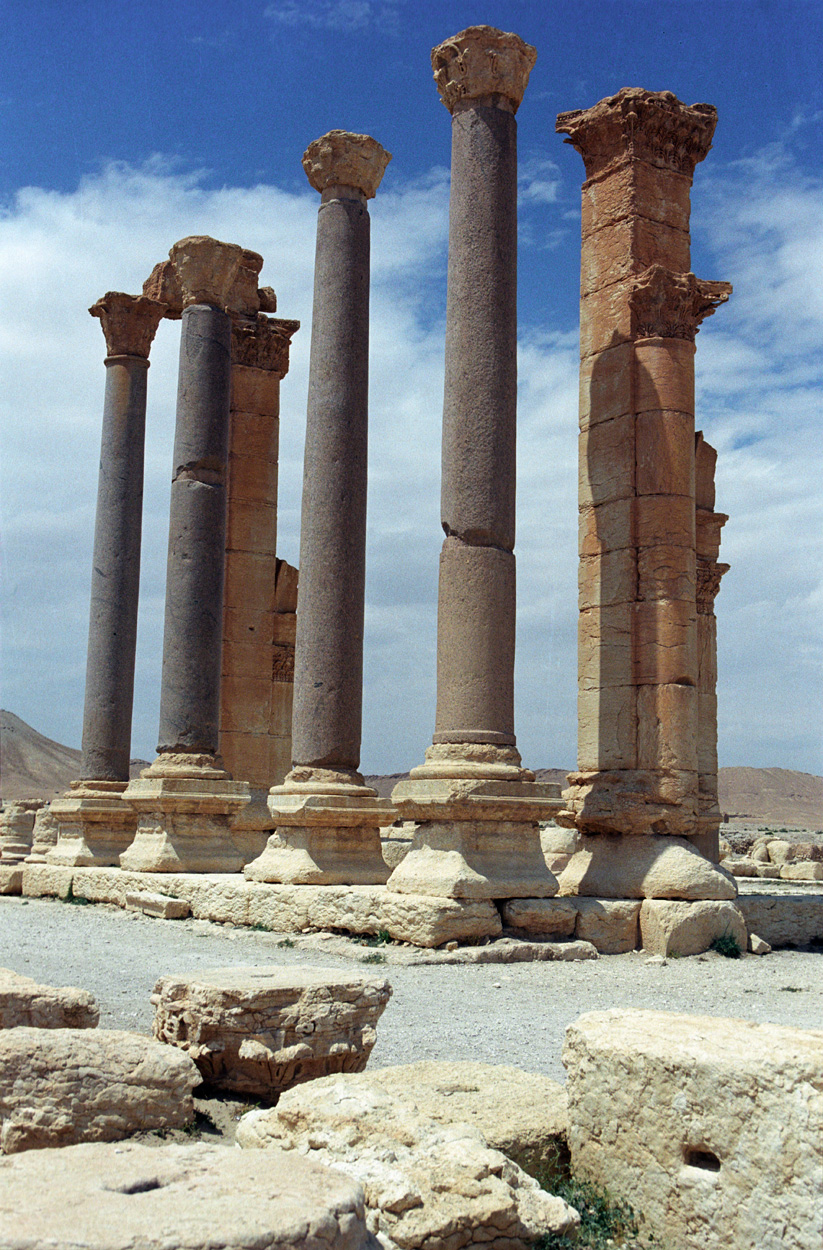
Resti delle terme fatte costruire dalla regina Zenobia a Palmira

Gallieno avrebbe voluto regolare i conti con Zenobia, ma fu impossibilitato a recarsi in Oriente, sia dall'invasione dei Goti iniziata nel 267 che dalla grande invasione degli Eruli del 268. La Vita Gallieni riporta che l'imperatore inviò contro Palmira un suo generale, Aurelio Eracliano, nominato dux della spedizione volta a riprendere il controllo della frontiera con la Persia dopo la morte di Odenato nel 267, ma questi fu sconfitto dai Palmireni della regina Zenobia, guidati dal generale Zabdas. Secondo alcune interpretazioni alternative, questa spedizione non avvenne sotto Gallieno ma sotto il suo successore Claudio il Gotico, o non avvenne affatto.
Comunque, alla luce di questi avvenimenti, si rafforzò la convinzione che il regno di Palmira avesse la missione di governare l'Oriente e Zenobia, reggente al posto del figlio Vaballato, ma di fatto unica sovrana, prima concluse un accordo con l'imperatore Claudio II il Gotico, che ratificava la situazione creatasi in Oriente, cioè i confini del regno di Odenato, e solo dopo la morte dell'imperatore Claudio, avvenuta nel 270, guidò la ribellione contro l'autorità imperiale.
Zenobia si autonominò Augusta e proclamò il figlio Augusto. Zenobia conquistò nuovi territori e accrebbe i domini del regno di Palmira, in memoria del marito e per lasciare una cospicua eredità a suo figlio. Inizialmente l'obbiettivo della regina era quello di tutelare l'integrità della parte orientale dell'impero Romano dall'impero sasanide di Sapore I, come aveva già fatto in passato il marito Odenato (Campagne sasanidi di Odenato), e mantenere un rapporto di pace con Roma. Per i primi anni Zenobia si era limitata a conservare e rafforzare il regno lasciatole dal consorte (la Cilicia, la Siria, la Mesopotamia e l'Arabia), mantenendo buoni rapporti con Roma.
Tuttavia, sia per gli sforzi di Zenobia che per il momentaneo scarso interesse di Roma a fare valere il proprio dominio su quelle terre, non fecero altro che accrescere la potenza del suo trono e la nascita del regno indipendente di Palmira.

### La corte di Zenobia a Palmira

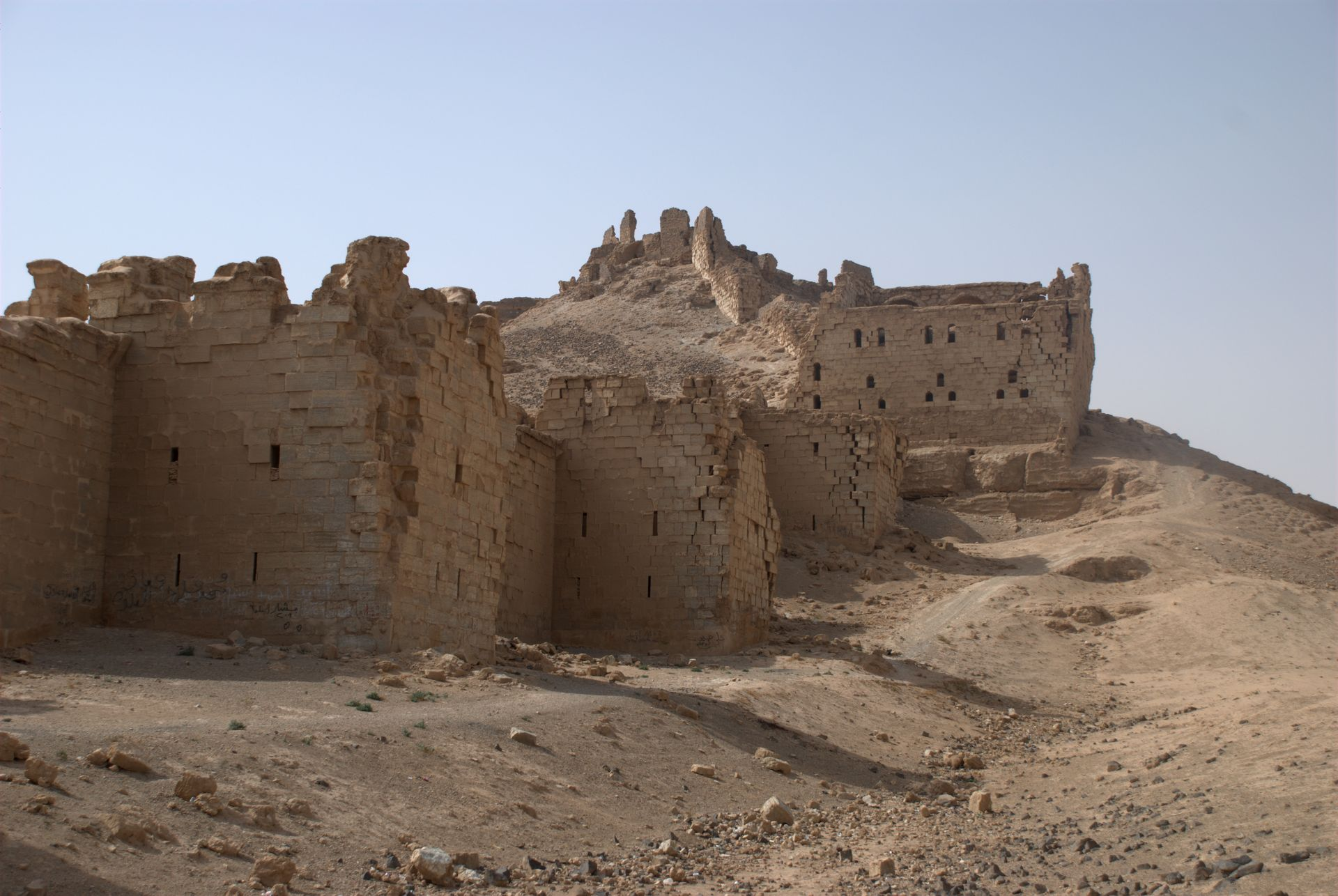
Zenobia, oggi Halabiyah (arabo:حلبيّة), è stata una città-fortezza sulla riva destra dell'Eufrate, in Siria. Fu fortificata nel III secolo d.C. da Zenobia, regina di Palmira, da cui deriva il nome stesso del sito nell'antichità.

La regina Zenobia teneva a Palmira una corte fastosa e insieme illuminata, frequentata dagli intellettuali del tempo, come il filosofo ateniese Cassio Longino, che, assieme a lei, ne appoggiò il disegno e la strategia politica, o come il generale Zabdas, che ne attuò l'impresa militare di espansione.
Il progetto di Zenobia era di rendersi autonoma da Roma e di diventare signora dell'Oriente, riunendo sotto di sé la Siria, l'Egitto, l'Asia Minore, l'Arabia, regioni tutte nominalmente parte dell'impero romano, ma in realtà svincolatesi dal dominio di Roma; questo intento era tutt'altro che irrealistico, considerata la situazione di instabilità politica che minava allora la potenza romana; inoltre questi territori, in cui fianco a fianco, coesistevano etnie, lingue, culture, religioni diverse - la greca, la persiana, la romana, l'ebrea, la siriana - si mostravano tuttavia inclini e disponibili ad assumere una loro propria fisionomia, un profilo in qualche modo connotato e capace di autonomia culturale ed economica, che l'abile politica sincretistica di Zenobia esaltava e favoriva.
La città e la corte di Palmira, più che un simbolo, ne erano la rappresentazione vivente: la vivace e sfarzosa città, che sorgeva in una vasta e lussureggiante oasi nel deserto siriano, era il luogo di incontro delle piste carovaniere, che provenivano dall'estremo Oriente, dall'India, dall'Arabia e dalle coste del Mediterraneo; i continui transiti e scambi, incoraggiati dalle efficienti strutture di accoglienza palmirene, rendevano la città ricca e cosmopolita, così come l'architettura e l'urbanistica riflettevano la coesione delle diverse culture; fiorenti e raffinate, di sapore ellenistico, erano le arti figurative, l'oreficeria, la lavorazione della terracotta e delle composizioni musive.
Numerosi furono i palazzi e gli edifici fatti costruire da Zenobia a Palmira; oggi ne restano numerose testimonianze, purtroppo in buona parte distrutte dall'esercito di occupazione del sedicente Is o "Daesh" fino al marzo 2016.

### Le campagne di conquista

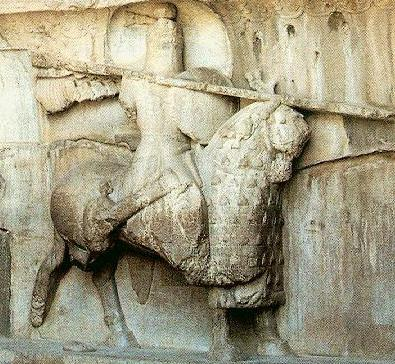
Rilievo di un palazzo partico dell'Iran, raffigurante un catafratto persiano; l'armamento e la bardatura del cavallo erano molto simili a quelli dei climbanarii palmireni.

Zenobia iniziò ad attribuirsi anche in pubblico titoli divini, il più celebre dei quali era "discendente di Cleopatra".
La regina orchestrò così la ribellione contro l'autorità Imperiale attuando una politica espansionistica a partire dalla fine del 269, che si sviluppò nel 270, quando Zenobia riuscì ad estendere il potere del suo regno conquistando la Bitinia e l'Egitto, minacciando addirittura il Bosforo.

#### Invasione dell'Arabia e della Giudea
Nella primavera 269 Zenobia inviò il suo esercito, guidato dall'abile generale Zabdas, nell'Arabia romana; il dux Arabiae Trassus, che comandava la Legio III Cyrenaica, affrontò Zabdas nei pressi di Bostra, ma venne sconfitto e ucciso dal generale palmireno.
Zabdas conquistò e saccheggiò la capitale provinciale, Nova Traiana Bostra, distruggendo il tempio di Zeus Ammone, cui erano devoti i legionari.
Mosse poi lungo la valle del Giordano, incontrando scarsa resistenza e attaccando probabilmente anche Petra.
L'inizio della campagna aveva raggiunto lo scopo di conquistare la Giudea e l'Arabia.

#### Invasione dell'Egitto romano
A ottobre del 270 Zabdas e l'esercito palmireno, composto da 70 000 uomini, erano ai confini orientali dell'Egitto; non è chiaro se la notizia della morte dell'imperatore Claudio II il Gotico fosse giunta in oriente mentre Zabdas era ancora in Giudea, o se il generale palmireno fu fortunato, ma è certo che colse il momento migliore per attaccare la provincia egiziana. La notizia della morte dell'imperatore si inserì infatti nella vita politica della provincia, divisa tra la fazione filo-romana e quella filo-palmirena; il capace prefetto d'Egitto Tenagino Probo era lontano con la flotta, per lottare contro i pirati. La fazione palmirena, guidata dall'ufficiale della guarnigione romana Timagene, si alleò con Zabdas: le loro forze combinate ebbero la meglio sui contingenti romani della regione, aventi forze ammontanti a 50 000 uomini.

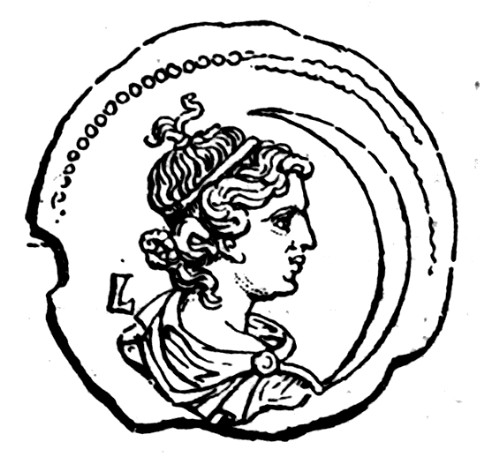
Profilo di Zenobia.

Probo ritornò in Egitto e riorganizzò le forze romane, riconquistando Alessandria entro novembre e cacciando i Palmireni dal delta del Nilo. Zabdas, approfittando del sostegno popolare nella città, riuscì a riconquistare Alessandria, obbligando Probo a ritirarsi verso sud. Il generale romano si arroccò in una forte posizione difensiva nella città di Babilonia egizia, dove venne raggiunto da Zabdas; Timagene guidò un contingente palmireno alle spalle di Probo, che venne sconfitto, catturato e preferì uccidersi, secondo la consuetudine romana, piuttosto che sfilare in catene e subire l'ignominia della sconfitta.
La vittoria di Zabdas fece entrare l'importante provincia dell'Egitto nel regno di Palmira di Zenobia, che venne tenuto con un contingente di 5 000 uomini. Ella poi si proclamò Regina d'Egitto. Dopo queste prime vittorie, Zenobia fu soprannominata la "Regina guerriera".

#### Completo assoggettamento della Siria e invasione dell'Asia Minore

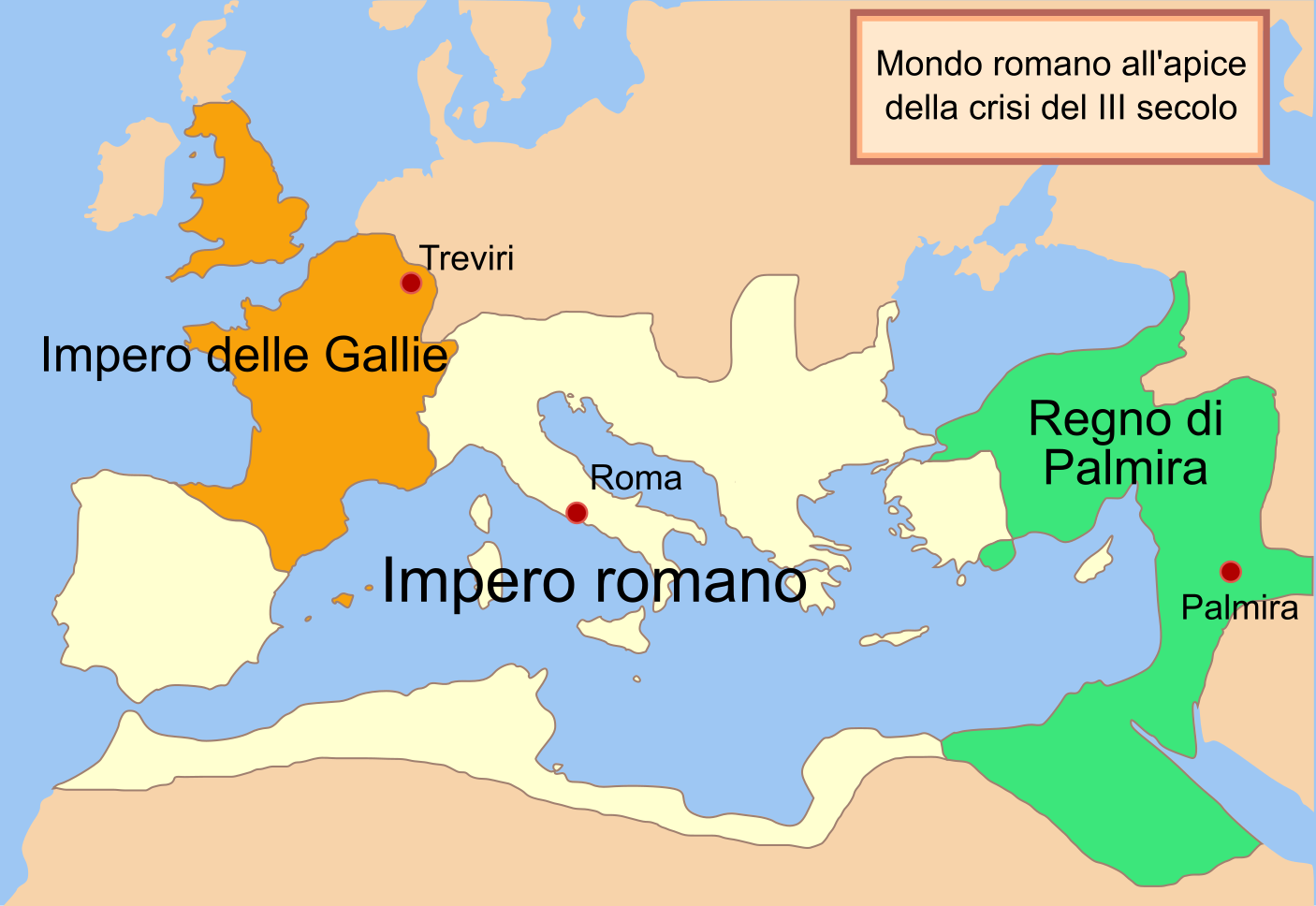
Il regno di Palmira sotto Zenobia, al suo massimo apogeo, dopo l'espansione del 270, prima dell'inizio della riconquista di Aureliano (271)

Nella primavera del 271 Zenobia richiamò Zabdas a Palmira e lo lanciò alla conquista di quella parte della Siria rimasta in mano romana. In questa spedizione fu coadiuvato dal suo sottoposto Settimio Zabbai; il fatto che nell'agosto di quell'anno era già tornato a Palmira (come testimoniato da due statue da loro dedicate a Odenato e Zenobia) suggerisce che la conquista della provincia fosse stata iniziata da Zabbai.
Zabdas condusse il suo esercito alla conquista dell'Asia Minore, tanto che in meno di un anno il Regno di Palmira acquisì i territori dell'Anatolia inclusa la Galazia. Unico territorio a resistergli fu Calcedonia, all'estremità nord-occidentale della penisola, che rimase in mano nemica dopo diversi tentativi, giocando poi un ruolo importante durante la riconquista di Aureliano.
Il regno di Palmira aveva raggiunto il suo apogeo; Zenobia, con il suo grande esercito, ha fatto spedizioni e conquistato l'Anatolia fino Ancyra (Ankara) e alla Calcedonia, in precedenza erano cadute sotto il suo dominio Siria, Palestina, Libano ed Egitto.

### Aureliano riconosce l'indipendenza del regno di Palmira
Durante il suo impero, di breve durata, Zenobia prese le rotte commerciali vitali di queste zone ai Romani.
Nel 270 divenne imperatore Aureliano, che era a quel tempo occupato in una campagna militare con le forze dell'Impero gallico, e fu di fatto costretto a riconoscere, seppur temporaneamente, l'autorità di Zenobia.
Approvò per Vaballato, seppur appena fanciullo, i titoli di vir clarissimus rex e imperator dux Romanorum, tanto che nel regno di Palmira si batterono monete con da un lato l'effigie di Vaballato, imperator dux Romanorum, e dall'altro l'imperatore, Aureliano.
A Zenobia fu conferito il titolo di Augusta e di Regina d'Egitto, le furono riconosciute pure le conquiste che ella aveva fatto a danno dello stesso Impero romano, anche perché Aureliano la riteneva un'ottima amministratrice di stati. Proprio nel 270 il regno di Palmira raggiunse il massimo del suo potere, a tal punto da riuscire a sconvolgere l'equilibrio romano creatosi nella regione: Aureliano si vide costretto a concludere con la regina un trattato, con cui Roma accettava la situazione creatasi in Oriente.
Quando tuttavia la regina cominciò a presentarsi in pubblico avvolta in un manto purpureo, a battere monete con la propria effigie e quella del figlio (escludendo Aureliano, il che era un aperto atto di ostilità), il legittimo imperatore romano si allarmò e ritenne di dovere intervenire.

## Il contrattacco dell'imperatore Aureliano

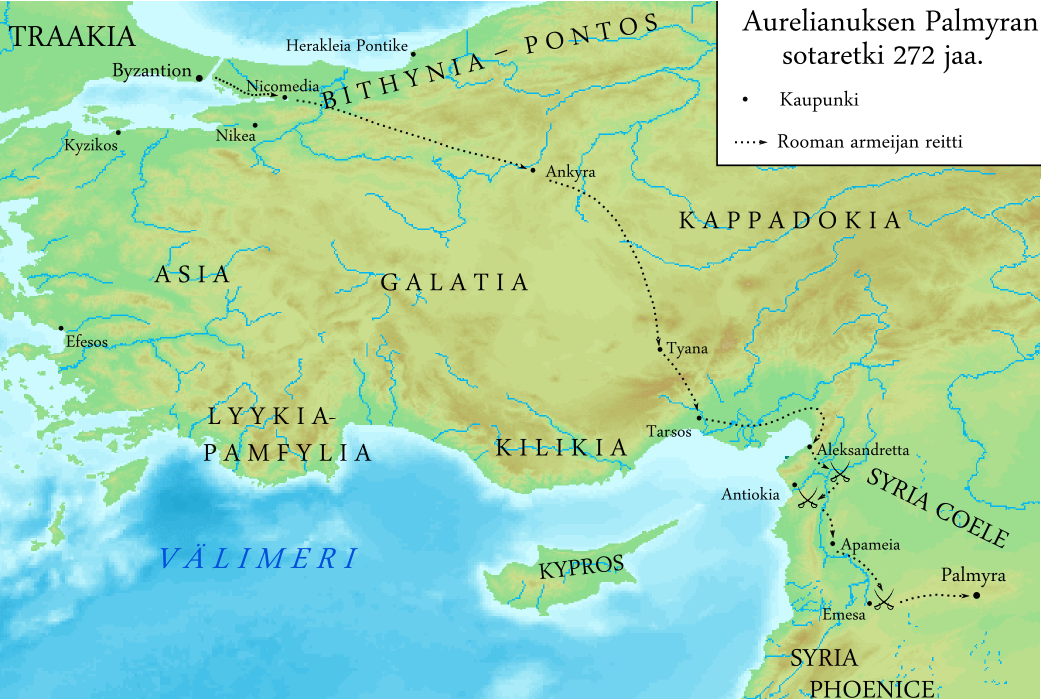
Percorso della campagna di Aureliano contro Zenobia di Palmira

Nel 271, risolti i problemi che aveva in Italia, Aureliano decise di ristabilire il controllo romano sulle varie regioni, cominciando dal regno di Palmira; le battaglie che portarono alla riannessione della parte orientale dell'impero romano sono note come Campagne orientali di Aureliano.

### Riconquista dell'Egitto e dell'Asia Minore
Le province di Bitinia ed Egitto, conquistate nemmeno due anni prima da Zenobia, furono riconquistate quasi senza colpo ferire; in Egitto vi fu qualche resistenza palmirena più consistente, guidata del generale Timagene, che fu sconfitto nel 272 dal braccio destro di Aureliano, Probo.
Aureliano ridusse in sua obbedienza senza incontrare particolare resistenza la provincia di Bitinia e prese Ancyra e Tyana, quest'ultima per tradimento.

Zenobia intimò al generale Zabdas di ritirarsi verso la Siria, cuore del dominio palmireno, dove, secondo i calcoli della regina, sarebbe stato più facile respingere l'imperatore romano. Il generale palmireno abbandonò così Tyana al suo destino. Aureliano fu clemente con la città di Tyana risparmiando gli abitanti e giustiziando il traditore che gli aveva aperto le porte. Poiché Aureliano, durante l'assedio, irato dalla resistenza della città aveva giurato che non avrebbe lasciato vivo in essa un cane, dopo la sua presa l'esercito romano chiese all'Imperatore il permesso di saccheggiare la città e sterminare la popolazione. Aureliano rispose: 
(Historia Augusta, Divus Aurelianus, 23.2.)

Dopodiché l'esercito, deluso dal bottino sfumato, obbedì senza esitare. Secondo la leggenda la clemenza di Aureliano nei confronti degli abitanti di Tyana sarebbe dovuta a un'apparizione in sogno del filosofo Apollonio che gli disse in latino:
(Historia Augusta, Divus Aurelianus, 24.4)
Zenobia nel frattempo preparava un possente esercito e lo poneva sotto il comando di Zabdas, colui che aveva conquistato l'Egitto per conto del regno di Palmira.
L'avanzata di Aureliano continuò senza incontrare particolare resistenza fino appunto in Siria, dove Zabdas lo stava aspettando con il suo esercito.

### Battaglia di Immae
Le truppe di Palmira, al comando del generale Zabdas e composte dai resti di almeno due legioni romane, gli arcieri palmireni e la cavalleria pesante (i clibanarii simili al Catafratto persiano), che erano state radunate ad Antiochia, si mossero allora incontro all'imperatore, che fu intercettato sulle rive dell'Oronte, dove avvenne la Battaglia di Immae. Qui Aureliano, che in passato era stato comandante di cavalleria, al primo attacco dei clibanarii ordinò alla sua cavalleria leggera di arretrare e farsi inseguire sino a quando i cavalli del nemico, appesantiti dalla propria corazza e da quella del cavaliere, fossero esausti; allora la cavalleria di Aureliano si arrestò e mise in fuga i clibanarii, mentre la sua fanteria, attraversato l'Oronte, attaccò sul fianco le truppe di Zabdas che così subirono una sconfitta completa. Egli si ritirò quindi entro le mura di Antiochia.
All'interno di Antiochia Zenobia e il suo generale si trovarono di fronte ad un dilemma: non potevano dichiarare di avere perso, perché c'era il rischio di una rivolta della popolazione siriana in sostegno del vittorioso Aureliano. Allora Zabdas escogitò uno stratagemma: contando sul fatto che dalla città si erano visti la fuga della cavalleria romana e l'inseguimento di quella palmirena, ma non la sconfitta di quest'ultima avvenuta nei pressi di Immae, trovò un uomo che assomigliasse ad Aureliano, lo rivestì di paramenti imperiali, e lo trascinò per le vie di Antiochia celebrando la cattura dell'imperatore. Nel frattempo Zenobia lasciava con la sua guardia reale Antiochia e si ritirava ad Emesa. Verso il tramonto giunse davanti alla porte della città, ma le trovò sbarrate e dovette insistere molto prima che le permettessero di entrare. Zenobia accusò il governatore della città di tradimento, ma questi si scusò dicendole che non l'aveva riconosciuta, ma che le era fedele e che le porte della città erano state sprangate solo per precauzione. A Emesa infatti la guarnigione e la città intera credeva che la regina fosse con l'esercito ad Antiochia, per celebrare la vittoria contro i romani.
Nottetempo il suo generale abbandonò Antiochia, portando il grosso dell'esercito palmireno, meno un contingente di arcieri posto su di un'altura che dominava il sobborgo meridionale di Dafne, verso Emesa (Homs), dove si ricongiunse con la sua regina.
Lo abbiamo, maestà, ma Antiochia è caduta. Se perderemo anche la prossima battaglia saremo costretti a ripiegare a Palmira e a prepararci ad un assedio ed allora ogni speranza di vittoria sarà vana.»
(Historia Augusta, Zenobia parla al generale Zabdas, dopo la ritirata palmirena dalla battaglia di Immae)
Nel frattempo Aureliano, il giorno dopo la battaglia, giunse ad Antiochia dove trovò la città quasi deserta: infatti la maggior parte degli abitanti, spaventati dall'arrivo dell'esercito romano, era scappata seguendo le truppe di Zenobia e Zabdas a Emesa.
Aureliano provvide subito a fare ripopolare la città convincendo i cittadini fuggiti a tornare con la promessa che non sarebbe stato torto loro un capello, dato che erano stati costretti a obbedire all'usurpatrice per necessità e non per volontà.

### Battaglia di Emesa

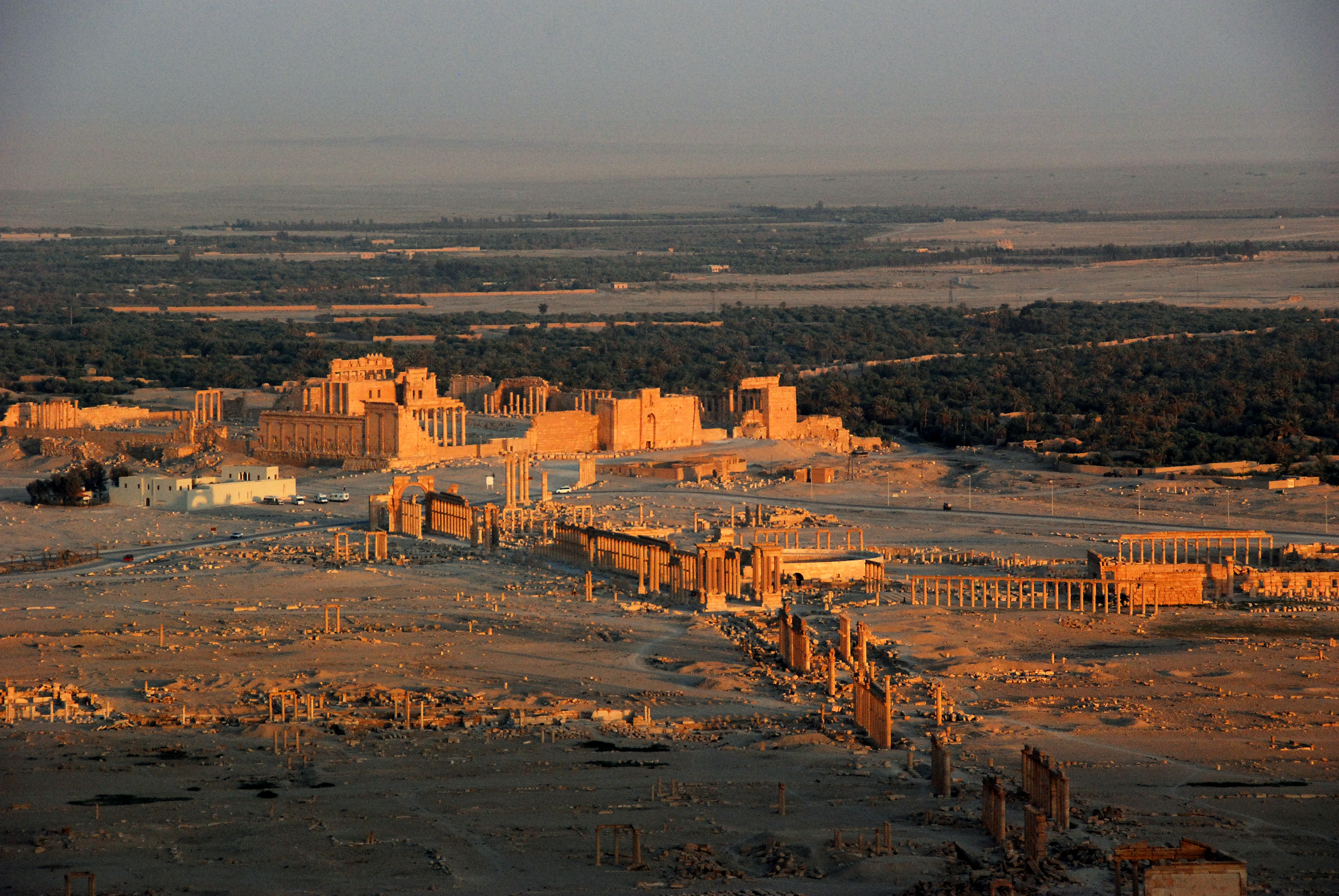
I resti della città.

Zenobia, allontanandosi da Antiochia, aveva lasciato su una collina che dominava il borgo di Dafne un drappello di arcieri in modo da trattenere Aureliano il più possibile ad Antiochia e per darle più tempo per riorganizzarsi e allestire un esercito in grado di battersi alla pari con quello di Aureliano. L'imperatore ordinò alla fanteria di salire la collina disposta a testudo, cosicché, una volta giunti senza danni in cima all'altura, poterono sbarazzarsi degli arcieri. Dopo avere lasciato Antiochia, sottomise le città di Apamea, Larissa e Aretusa, che gli aprirono spontaneamente le porte.
Giunto a Emesa affrontò ivi le truppe palmirene, guidate da Zenobia in persona e dal suo generalissimo Zabdas, che ammontavano a 70 000 uomini. Nonostante la superiorità della cavalleria palmirena, più numerosa di quella romana, Aureliano, che aveva ricevuto i rinforzi di truppe mesopotamiche, siriane, fenicie e palestinesi, disertori dell'esercito palmireno, riportò sull'usurpatrice una nuova vittoria.
I palmireni fuggirono quindi disordinatamente e nella loro fuga calpestavano i loro stessi commilitoni ed erano uccisi dalle cariche della fanteria romana. La pianura al termine della battaglia era un'autentica carneficina tra uomini e cavalli. Quelli che avevano potuto fuggire tra i Palmireni, raggiunsero la città di Emesa; la stessa regina e il suo generale vi riuscirono a stento.
Zenobia, dopo la terza disastrosa sconfitta, decise di ritirarsi da Emesa e fuggire fino a Palmira, dove avrebbe organizzato l'ultima resistenza. La repentina fuga non le permise però di recuperare il tesoro che aveva nascosto in città. Aureliano, informato della fuga di Zenobia, entrò in Emesa, accolto con favore dai suoi cittadini e qui trovò il tesoro abbandonato dalla regina ribelle. Entrato in Emesa Aureliano, ordinò che venisse costruito un nuovo tempio, dedicato al dio Sol invictus.
Questa sconfitta fu particolarmente dolorosa per Zenobia: senza il tesoro reale di Palmira la regina non aveva più i mezzi per allestire truppe adeguate, in grado di opporsi a Roma.

### Ultime resistenze palmirene: l'assedio di Palmira

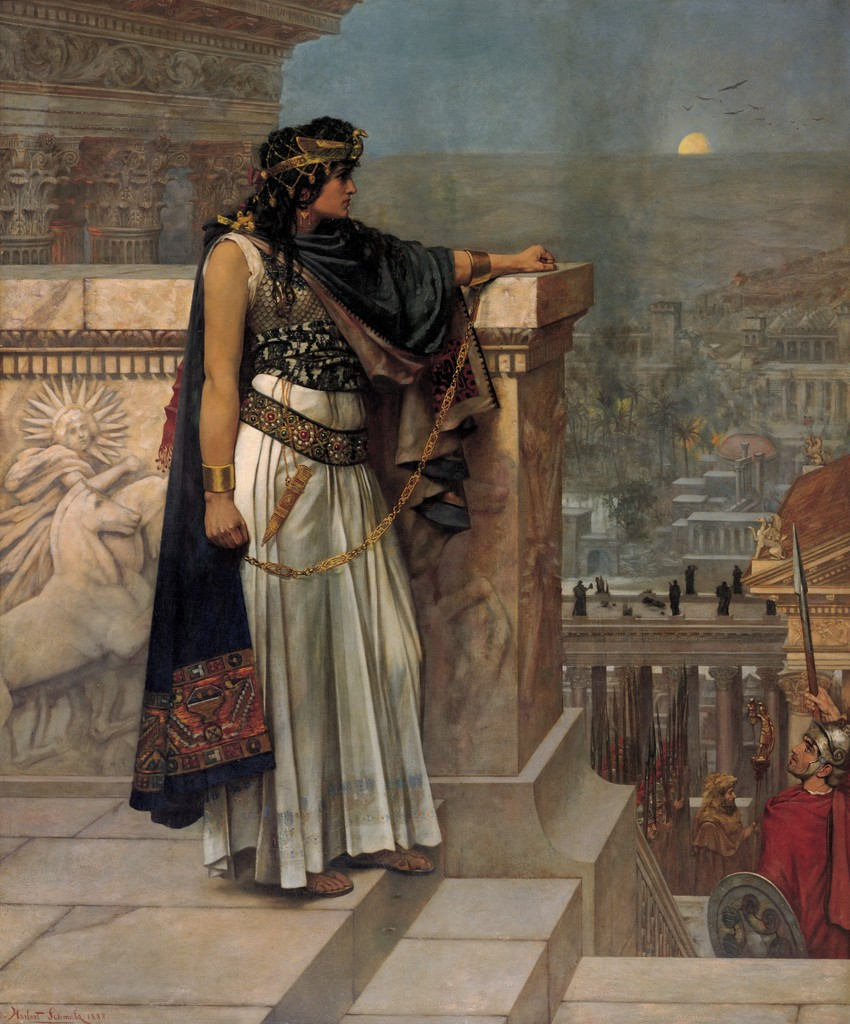
Herbert Schmalz - L'ultimo sguardo della regina Zenobia su Palmira durante l'assedio romano.

Zenobia, assieme a Zabdas e qualche manipolo di soldati, aiutata nella fuga dai nomadi del deserto che attaccarono Aureliano si ritirò a Palmira, preparandosi a sostenere un assedio, sperando nell'arrivo degli aiuti persiani che furono sì inviati, ma furono relativamente esigui; troppo scarsi per poter salvare il regno di Palmira dal suo destino.
Zenobia si preparò a resistere, con le poche truppe che le restavano, all'assedio di Palmira che presto Aureliano avrebbe intrapreso. L'imperatore intanto mandò Probo a soggiogare l'Egitto, difeso da un contingente di circa cinquemila palmireni al comando del generale filo-palmireno Timagene, che fu in breve sconfitto. Dall'Egitto Probo puntò velocemente verso Palmira per dare man forte ad Aureliano.
Attraversando il deserto per giungere a Palmira il più velocemente possibile, per impedire a Zabdas di rinforzare ulteriormente le già poderose difese della città, si imbatté nelle bande di predoni siriano-arabi, fedeli a Zenobia, che nel corso di un'imboscata, riuscirono a ferirlo.
Aureliano non demorse e si presentò con il suo esercito davanti alle mura della città nemica ed iniziò dunque l'assedio di Palmira, incerto tuttavia della protezione degli Dei e dell'esito dell'assedio.
Saggiamente, anche per fare terminare più velocemente le sofferenze dei suoi soldati, decise di proporre a Zenobia una resa molto vantaggiosa: 
(«Historia Augusta»)

La sovrana, inaspettatamente, non volle aderire alla proposta dell'imperatore romano; fece scrivere una risposta dal suo più illustre consigliere, il filosofo Cassio Longino, nella quale rifiutò la resa in maniera sprezzante ed obbligò così Aureliano ad assediare Palmira, facendo intendere che ella mai si sarebbe piegata ai romani. L'imperatore fu costretto a mantenere l'assedio e a impegnarsi con risolutezza contro le tribù del deserto, che vennero sottomesse, o con le armi o con il denaro (alcune tribù ebbero il lucroso compito di approvvigionare l'esercito imperiale). 
(Zosimo, Storia nuova, I, 54.2-3.)
Tuttavia la città continuava a resistere. La regina sperava che la fame e la sete (l'oasi della città era ancora totalmente sotto il controllo dell'esercito palmireno) avrebbero costretto i Romani ad abbandonare l'assedio. In più ella credeva (invano) che avrebbe ricevuto grandi aiuti dai Persiani. Ma il re sasanide Sapore I, vincitore in passato sulle legioni romane, era morto proprio in quei giorni e dalla Persia furono inviati solo piccoli aiuti, che furono però facilmente intercettati e vinti dalle legioni romane.
Dalla Siria arrivavano regolarmente convogli e ben presto Probo, fresco della riconquista dell'Egitto, raggiunse il suo imperatore a Palmira e gli diede gran rinforzo nell'assedio. Nonostante tutto i soldati e le mura di Palmira continuavano a resistere ad ogni tentativo di espugnazione.

### Cattura di Zenobia, resa di Zabdas e vittoria di Aureliano

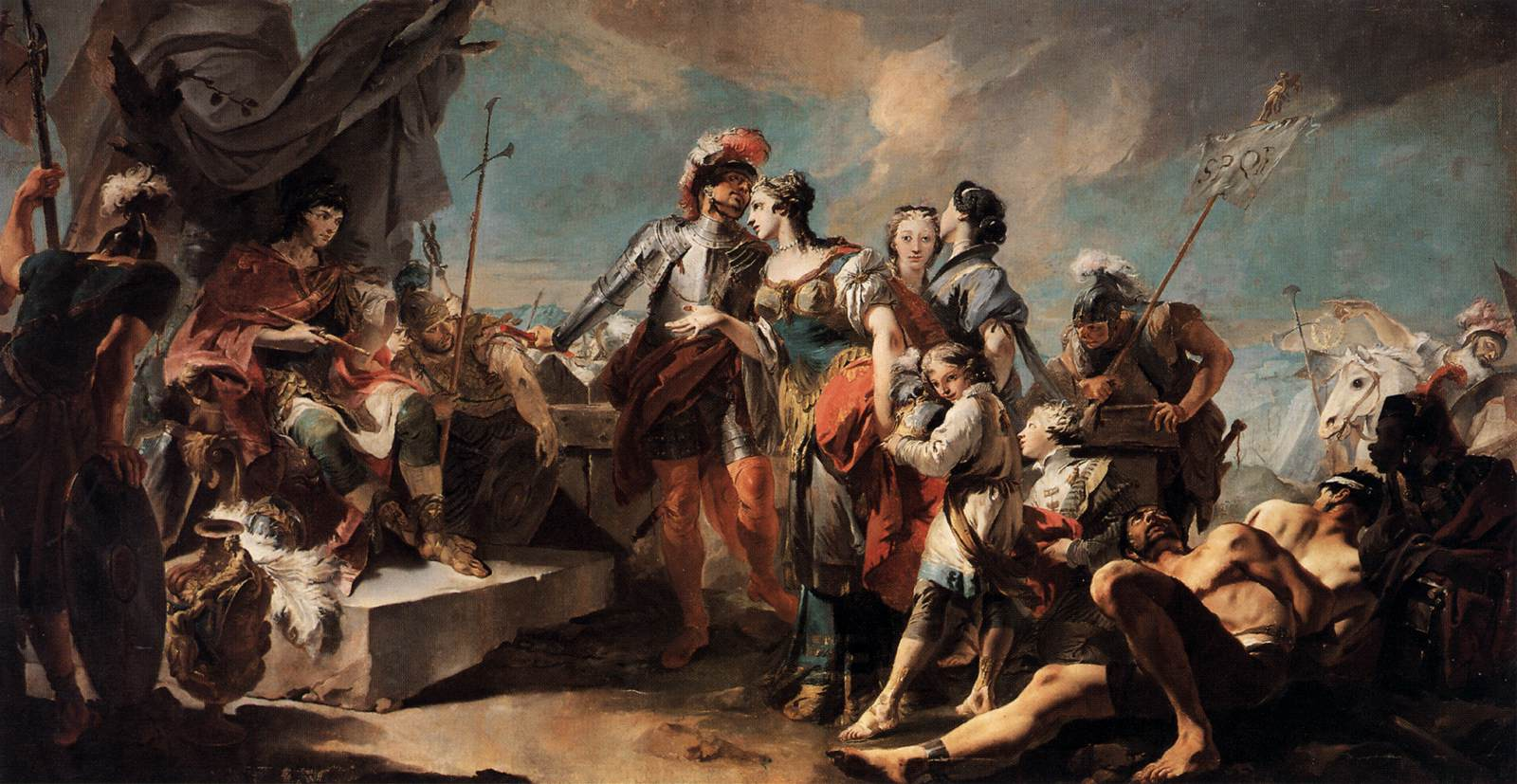
La resa della regina Zenobia di Palmira - dipinto di Giovanni Battista Tiepolo

Mentre Palmira era sotto assedio, la regina e il Consiglio cittadino pensarono di inviare un'ambasceria, guidata da Zenobia in persona, presso il re persiano Sapore I (ignorando che egli fosse deceduto in quei frangenti), con lo scopo di ricevere rinforzi e salvare così il regno di Palmira. Zenobia decise allora di salire sul più veloce dei suoi dromedari, assieme al figlioletto, e di tentare di raggiungere il regno dei Sasanidi ma, a sessanta miglia da Palmira, venne raggiunta e catturata dall'Imperatore poco prima che attraversasse l'Eufrate. 
(Zosimo, Storia nuova, I, 55.2-3.)
Intanto i palmireni erano incerti se continuare la lotta affrontando qualunque pericolo, oppure se arrendersi, chiedendo perdono all'imperatore romano. Alla fine prevalse la seconda soluzione, tanto più che con la loro regina catturata e gran parte dell'esercito annientato e stremato, il generale Zabdas consegnò la città ai romani sul finire del 272; il Regno di Palmira era stato sottomesso, senza che l'oasi e la città avessero subito alcuna violenza.

Le province orientali riconobbero di nuovo l'autorità di Aureliano. Quando l'imperatore ricevette la prigioniera Zenobia, le chiese per quale motivo lei avesse osato ribellarsi agli Imperatori romani, e lei rispose: 

### Processo a Zenobia e ai suoi fidati
Successivamente la regina ed i suoi fedelissimi raggiunsero in catene Emesa per essere processati.
Venne condannato Longino, primo consigliere di Zenobia, reo di avere scritto la lettera con cui la regina aveva rifiutato la resa e punito perciò con la morte.
Assieme al filosofo Cassio Longino, molti altri funzionari di Zenobia come il sofista Callinico e lo stesso generale Zabdas furono condannati a morte, mentre le regina ebbe salva la vita.
Poco dopo la resa di Palmira un certo Fermo, fedele amico di Zenobia e di professione mercante, organizzò una rivolta in Egitto. Occupata Alessandria, si proclamò Augusto e fece battere moneta, pubblicò editti e organizzò un esercito. Tuttavia fu in breve tempo sconfitto da Aureliano e messo a morte.
Zenobia e Vaballato furono inviati a Roma ma, secondo quanto testimoniato dallo storico bizantino Zosimo, il figlio dell'ex regina morì durante il viaggio.

## Prigionia e morte a Tivoli

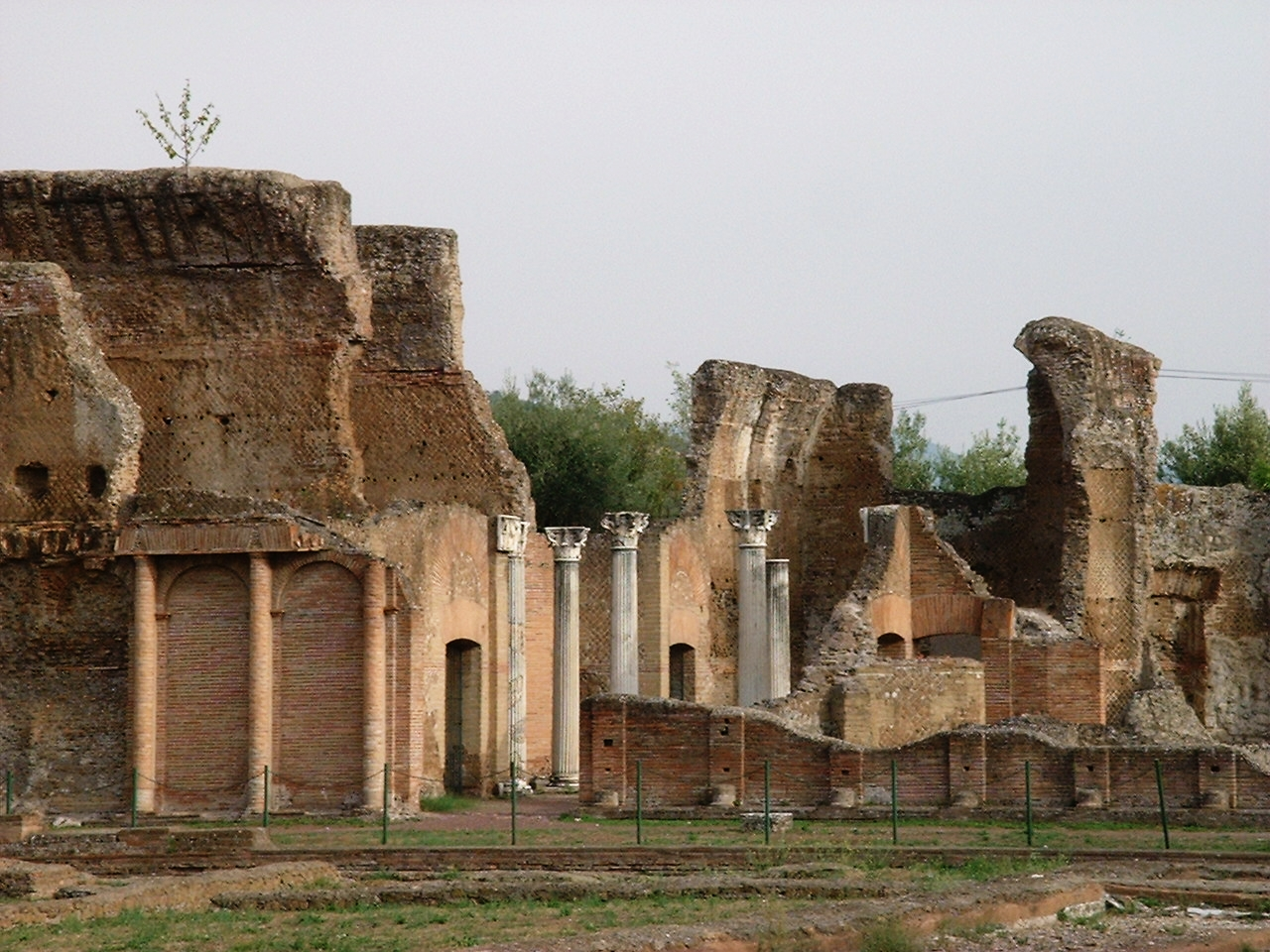
Il palazzo imperiale (Villa Adriana, Tivoli)

Zenobia, legata con delle catene d'oro, venne esibita come trofeo durante le celebrazioni per il trionfo di Aureliano, del 274.
Ci sono racconti differenti circa il destino di Zenobia:
- Alcune versioni suggeriscono che morì relativamente poco dopo il suo arrivo a Roma, alla presunta età di 35 anni circa, sia a causa di malattia che per lo sciopero della fame o per decapitazione, dato che ella si rifiutò di riconoscere Aureliano imperatore. Sarebbe stata sepolta nella Villa Adriana.[22]
- Il racconto più a lieto fine, però, riferisce che Aureliano, colpito dalla sua bellezza e dignità e dal desiderio di grazia, liberò Zenobia e le concesse un'elegante villa a Tibur (Tivoli). Si suppone che sia vissuta nel lusso e divenne una filosofa influente, oltre che una socievole matrona romana[23].

Zenobia si dice che abbia sposato un governatore e senatore romano il cui nome è sconosciuto, anche se vi è ragione di pensare che potrebbe essere stato Marcello Petrus Nutenus. Le fonti dicono che abbia avuto diverse figlie, i cui nomi sono anche sconosciuti, ma che pare abbiano sposato uomini di famiglie nobili romane. Lei si dice che abbia avuto ulteriori discendenti sopravvissuti fino al IV e V secolo. La prova a sostegno della presunta posterità di Zenobia è data da un nome in un'iscrizione trovata a Roma: il nome di L. Septimia Patavinia Balbilla Tyria Nepotilla Odaenathiania incorpora i nomi del primo marito e del figlio di Zenobia e può essere suggestiva di un rapporto familiare (dopo la morte di Odenato e dei suoi figli; Odenato non aveva discendenti). Un altro possibile discendente di Zenobia è San Zanobi di Firenze, vescovo cristiano vissuto nel V secolo.